# Trollweiher
Der Trollweiher ist ein kleiner Teich in Bayern, Deutschland. Er befindet sich östlich von Trollen, einem Ortsteil von Rückholz im Landkreis Ostallgäu. In Ost-West-Richtung beträgt seine Länge etwa 680 Meter, in Nord-Süd-Richtung etwa 360 Meter. Es handelt sich um einen Gletscherrandsee.